# Gabriel Fontaine (artiste peintre)
Gabriel Fontaine est un artiste peintre français né le 1er avril 1946 à Négrondes en Dordogne, et mort le 30 octobre 2015 à Périgueux. Héritier de l’impressionnisme, sa peinture marie la lumière et la poésie tout en révélant les émotions intérieures face aux paysages des régions de France. Entre rêve et imaginaire, le travail de Gabriel Fontaine explique aussi un amour du paysage au fil d’un cheminement du regard sur la toile, dans la communion de la sérénité et du voyage.

## Biographie
Gabriel Fontaine commence sa carrière de peintre en 1963, il rencontre des peintres de la place du Tertre à Paris avant d’être intégré à l’atelier Formes et Lumières de Dugny, qu’il fréquente jusqu’en 1980. Il ouvre ensuite son propre atelier sur les bords de Marne à Gournay-sur-Marne, ville dont il fonde dans le milieu des années 1980 l’Académie des Arts. Sociétaire du Grand Palais, il est ensuite remarqué par René Chabannes, dirigeant à cette époque la Galerie Christiane Vallé de Clermont-Ferrand. En 1996 pour ses trente ans de peinture, une exposition de printemps lui est consacrée au Château de Val à Bort-les-Orgues en Corrèze. Les critiques favorables et un accueil de Gabriel Fontaine sur le marché de l’art japonais consacrent sa persévérance et son travail vers la fin des années 1990. Dès lors, sa renommée nipponne lui a permis de réaliser plusieurs expositions au pays du soleil levant. En 2005, l’artiste s’installe en Périgord dans un nouvel atelier et continue son travail de recherche sur le paysage. En 2014, il offre une toile à la commune de Négrondes.

## Courant
Malgré des concepts personnels reposant sur l’instinct et l’imaginaire, la peinture de Gabriel Fontaine est de facture impressionniste. En effet, sa passion n’a jamais cessé pour Monet, Sisley, Pissarro, et avant eux : Corot, l’un des fondateurs de l’école de Barbizon réunissant des peintres paysagistes entre 1825 et 1875. Ainsi Gabriel Fontaine a eu deux périodes, une première au début de sa carrière où le sombre laissait sentir un lien avec l’école de Barbizon et Corot, et une seconde période où le paysage s’illumine. Au fil d’un style constant jusqu’aux années 2000, abandonnant les personnages au bénéfice entier de la nature et des constructions humaines, Gabriel Fontaine a trouvé une voie subtile et personnelle pour exprimer un ressenti intime et profond en tenant à transcrire sur sa toile un authentique sentiment à l’égard du paysage. L’emploi d’une matière riche et généreuse crée ainsi la modernité qu’il a souhaité apporter à son impressionnisme.	  	
Quelques mots confiés par le peintre en 1996 confirmaient son inscription dans un courant personnel, certes orienté par les maîtres du XIXe siècle, mais tout à fait actuel et original. Gabriel Fontaine est un héritier des écoles impressionnistes qui peint des paysages en vie avec l’œil et le cœur d’un homme de la société des XXe et XXIe siècles.
« Il me faut exprimer des sentiments conscients et inconscients, des paysages visibles et invisibles… Il me faut mettre tout cela sur la toile… Chaque jour, il me faut me dépasser et travailler sans cesse pour mêler le rêve à la réalité et la réalité au rêve ».
Les dernières explorations de Gabriel Fontaine l’ont mené dans les années 2010 à peindre les rues de Tokyo, les hauts bâtiments et la vie urbaine. Une toile annonçait déjà cette évolution dans le figuratif, délaissant un temps les paysages des campagnes pour le monde urbain : « Météor » (1996) ; vint ensuite « Matin d’été à Shinjuku » (2010). Avec  « Juillet à Osaka » (2010) et « Voyage Nippon » (2011), Gabriel Fontaine fait un pas dans l’abstrait. Faut-il voir là une nouvelle époque de sa carrière ? En tout cas la cohérence de son œuvre en sort renforcée, car la porte ouverte sur un style plus contemporain et abstrait dans une vision du monde toujours aussi aigüe complète avec richesse les méandres d’un travail profond sur la définition du paysage en peinture.

## Œuvres
Les toiles de Gabriel Fontaine sont réparties dans plusieurs collections privées à travers le monde, ainsi que dans plusieurs institutions publiques :
- Ville de Dugny - France
- Ville de Gournay-sur-Marne - France
- Ville de Sorges - France
- Ville de Clairac - France
- Office de la Télévision de Mitaka - Japon
- Mairie de Honjo - Japon
- Maison de la RATP Service de la présidence, Paris
- Mairie de Nagano - Japon
- Ville d'Osny, Château de Grouchy - France
- Hôpital Shimada Nagano - Japon
- Ville de Yuki lbariki - Japon
- Mairie de Kishiwada, Osaka - Japon
- Mairie d'Itoïgawa Nigata - Japon
- Mairie de Shingû Wakayama - Japon
- Ecole «Kodomono-Sono» lruma-Gun Saitama - Japon
- Espace Muséographique de Roost Warendin
- Mairie de Saint-Laurent-sur-Gorre - France
- Mairie d'Ibuzuki / Kaïmon Kagoshima - Japon
- Mairie de Nogata - Japon
- Mairie de Couloumiers-Chamiers - France
- Ecomusée de la Truffe, Sorges
- Mairie de Négrondes - France